# Grande Prêmio dos Estados Unidos de 1959
Resultados do Grande Prêmio dos Estados Unidos de Fórmula 1 realizado em Sebring em 12 de dezembro de 1959. Nona e última prova da temporada, foi vencida pelo neozelandês Bruce McLaren que subiu ao pódio junto a Maurice Trintignant numa dobradinha da Cooper-Climax. Nesse mesmo dia o australiano Jack Brabham, também da Cooper-Climax, terminou em quarto lugar e conquistou seu primeiro título mundial.

## Classificação da prova
| Pos. | Nº | Piloto              | Construtor               | Voltas | Tempo/Diferença   | Grid | Pontos |
| ---- | -- | ------------------- | ------------------------ | ------ | ----------------- | ---- | ------ |
| 1    | 9  | Bruce McLaren       | Cooper-Climax            | 42     | 2:12:35.7         | 10   | 8      |
| 2    | 6  | Maurice Trintignant | Cooper-Climax            | 42     | + 0.6             | 5    | 7      |
| 3    | 2  | Tony Brooks         | Ferrari                  | 42     | + 3:00.9          | 4    | 4      |
| 4    | 8  | Jack Brabham        | Cooper-Climax            | 42     | + 4:57.3          | 2    | 3      |
| 5    | 10 | Innes Ireland       | Lotus-Climax             | 39     | + 3 voltas        | 9    | 2      |
| 6    | 4  | Wolfgang von Trips  | Ferrari                  | 38     | Motor             | 6    |        |
| 7    | 17 | Harry Blanchard     | Porsche                  | 38     | + 4 voltas        | 16   |        |
| Ret  | 3  | Cliff Allison       | Ferrari                  | 23     | Embreagem         | 7    |        |
| Ret  | 12 | Roy Salvadori       | Cooper-Maserati          | 23     | Transmissão       | 11   |        |
| Ret  | 1  | Rodger Ward         | Kurtis Kraft-Offenhauser | 20     | Embreagem         | 19   |        |
| Ret  | 14 | Alejandro de Tomaso | Cooper-Osca              | 13     | Brakes            | 14   |        |
| Ret  | 5  | Phil Hill           | Ferrari                  | 8      | Embreagem         | 8    |        |
| Ret  | 15 | Fritz d'Orey        | Tec-Mec-Maserati         | 6      | Vazamento de óleo | 17   |        |
| Ret  | 7  | Stirling Moss       | Cooper-Climax            | 5      | Transmissão       | 1    |        |
| Ret  | 19 | Harry Schell        | Cooper-Climax            | 5      | Embreagem         | 3    |        |
| Ret  | 16 | George Constantine  | Cooper-Borgward          | 5      | Superaquecimento  | 15   |        |
| Ret  | 11 | Alan Stacey         | Lotus-Climax             | 2      | Embreagem         | 12   |        |
| Ret  | 18 | Bob Said            | Connaught-Alta           | 0      | Acidente          | 13   |        |
| DNS  | 22 | Phil Cade           | Maserati                 |        |                   | 18   |        |

## Tabela do campeonato após a corrida
|        | Pos. | Piloto              | Pontos  |
| ------ | ---- | ------------------- | ------- |
|        | 1    | Jack Brabham        | 31 (34) |
| 1      | 2    | Tony Brooks         | 27      |
| 1      | 3    | Stirling Moss       | 25,5    |
|        | 4    | Phil Hill           | 20      |
| 1      | 5    | Maurice Trintignant | 19      |
| Fonte: |      |                     |         |

|        | Pos. | Construtor    | Pontos  |
| ------ | ---- | ------------- | ------- |
|        | 1    | Cooper-Climax | 40 (53) |
|        | 2    | Ferrari       | 32 (38) |
|        | 3    | BRM           | 18      |
|        | 4    | Lotus-Climax  | 5       |
| Fonte: |      |               |         |

- Nota: Somente as primeiras cinco posições estão listadas e os campeões da temporada surgem grafados em negrito. Apenas os cinco melhores resultados, dentre pilotos ou equipes, eram computados visando o título. Neste ponto esclarecemos: na tabela dos construtores figurava somente o melhor resultado dentre os carros de um mesmo time.